# Felix Würth
Felix Würth (* 11. August 1923; † mutmaßlich 25. Februar 2014 in Guelph, Kanada) war ein österreichischer Weit- und Dreispringer.

## Sportliche Laufbahn
1947 gelang ihm ein Doppelsieg im Weit- und Dreisprung bei den Internationalen Universitätsspielen. Bei den Olympischen Spielen 1948 in London wurde er Achter im Weitsprung und schied im Dreisprung in der Qualifikation aus.
1949 gewann er bei der Internationalen Universitätssportwoche Gold im Dreisprung und Silber im Weitsprung. Bei den Leichtathletik-Europameisterschaften 1950 in Brüssel kam er im Dreisprung auf den 13. Platz und scheiterte im Weitsprung in der Qualifikation. 1951 siegte er bei der Internationalen Universitätssportwoche  im Weitsprung. Bei den Olympischen Spielen 1952 kam er weder im Weitsprung noch im Dreisprung über die erste Runde hinaus.
Sechsmal wurde er österreichischer Meister im Dreisprung (1946–1948, 1950–1952) und fünfmal im Weitsprung (1947, 1948, 1950–1952).

## Privates
Würth heiratete Lotte Haidegger, eine ebenfalls erfolgreiche Leichtathletin. Nach dem Ausscheiden aus dem aktiven Wettkampfgeschehen zog das Ehepaar nach Kanada. Nach Recherchen aus dem Jahr 2021 soll Haidegger dort am 14. Februar 2004 in Puslinch, Ontario, gestorben sein, und Felix Würth am 25. Februar 2014 in Guelph, vermutlich in einem Altenheim.

## Persönliche Bestleistungen
- Weitsprung: 7,34 m, 3. Juli 1948, Wien
- Dreisprung: 14,62 m, 29. August 1947, Paris